# 只松祐治
只松 祐治（ただまつ ゆうじ / すけはる、1920年（大正9年）6月28日 - 2000年（平成12年）4月2日）は、日本の政治家。衆議院議員。

## 経歴
現在の福岡県糟屋郡久山町で生まれる。1943年、中央大学法学部在学中に海軍飛行予備学生として学徒出陣し、海軍中尉として終戦を迎えた。
福岡県庁職員を経て、日本社会党に加わり、同本部書記局員、組織副部長、労働副部長、青年副部長、同党埼玉県連合会書記長、同副会長、埼玉県民会議事務局長、日中友好協会理事、安保国民会議幹事、軍事基地反対連絡会議代表委員、社会主義協会幹事、党選挙対策特別委員会事務局長などを務めた。
1963年11月、第30回衆議院議員総選挙に埼玉県第一区から出馬し当選。以後、第31回、第34回総選挙で当選し、衆議院議員を通算三期務めた。この間、日本社会党財政金融政策副委員長、同減税闘争連絡会議長、同大蔵部会長、同埼玉県本部委員長などを歴任した。
後に第13回参議院議員通常選挙に埼玉県選挙区から出馬したが、落選した。

## 著作
- 『インチキ日本』歴史図書社、1975年。
- 『「欲望社会」への訣別 : 有限文明論のすすめ』講談社、1992年。